# Пам'ятки історії Хмельницького
Згідно із даними управління культури, туризму і курортів Хмельницької облдержадміністрації в Хмельницькому нараховується 46 пам'яток історії.

## Національного значення
| № п./п. | Охоронний номер | Найменування                  | Адреса           | Рік встановлення | Автори          | Рішення                       |
| ------- | --------------- | ----------------------------- | ---------------- | ---------------- | --------------- | ----------------------------- |
| 1       | 2200001         | Братська могила жертв фашизму | Вінницьке шосе,4 | 1995             | місцеві майстри | № 521/0/16-09 від 13.07.2009Н |

## Місцевого значення
| № п./п. | Охоронний номер | Найменування | Адреса                                                 | Рік встановлення          | Автори                                                                                                |
| ------- | --------------- | --- | ------------------------------------------------------ | ------------------------- | --- |
| 2       | 1656            | Пам'ятний знак на честь діяльності диверсійної групи на ст. Гречани відсутній будинок і відповідний знак                                            | вул. Вокзальна, 154                                    | 1977                      | Хмельницькі ХВМ                                                                                       |
| 3       | 9               | Могила Героя Радянського Союзу І. І. Філіпова | вул. Вокзальна, 154                                    | 1953                      | Львівська КСФ                                                                                         |
| 4       | 13              | Будинок, де розміщувався штаб загону Червоної гвардії ст. Гречани                                                                                   | вул. Вокзальна, 173                                    | 1967                      | Хмельницькі ХВМ                                                                                       |
| 5       | 14              | Могила В.Байдаченко | вул. Вокзальна, 179                                    | 1978                      | місцеві майстри                                                                                       |
| 6       | 30              | Будинок, де розміщувався штаб Богунської бригади 1-ї Української Радянської дивізії                                                                 | вул. Володимирська, 51                                 | 1975                      | місцеві майстри                                                                                       |
| 7       | 12              | Будинок, де був сформований загін Гречанської Червоної гвардії                                                                                      | вул. Волочиська, 10                                    | 1967                      | Хмельницькі ХВМ                                                                                       |
| 8       | 10              | Будинок, де відбувалось перше засідання міської ради робочих і солдатських депутатів                                                                | вул. Гагаріна, 3                                       | 1904 1967                 | Хмельницькі ХВМ                                                                                       |
| 9       | 1649            | Будинок, в якому зупинявся Марсель Кашен | вул. Гагаріна, 4                                       | 1903 1979                 | Хмельницькі ХВМ                                                                                       |
| 10      | 22              | Будинок, де розміщувався міський штаб комуністичного робочого полку                                                                                 | вул. Грушевського, 64                                  | почат. XX ст. 1979        | Хмельницькі ХВМ                                                                                       |
| 11      | 19              | Будинок, де розміщувався штаб 8-ї кавалерійської дивізії Червоного козацтва                                                                         | вул. Грушевського, 95                                  | почат. XX ст. 1968        | місцеві майстри                                                                                       |
| 12      | 1306            | Військове кладовище: Братська могила радянських воїнів. Одиночні могили радянських воїнів — 29                                                      | вул. В.Зеньковського, 1                                | 1956                      | місцеві майстри                                                                                       |
| 13      | 1779            | Братська могила жертв фашизму | вул. Кам'янецька, 94                                   | 1970                      | місцеві майстри                                                                                       |
| 14      | 8               | Військове кладовище: Братські могили радянських воїнів — 4; Братські могили підпільників — 3; Братська могила підпільників і партизан               | вул. Кам'янецька, 96                                   | 1955, реконст-рукція 1985 | місцеві майстри                                                                                       |
|         |                 | Одиночні могили радянських воїнів — 790; Одиночні могили підпільників — 9 Могила командира Червоної Армії, учасника І світової війни Є. І. Горячева |                                                        |                           | |
| 15      | 24              | Пам'ятник бойової техніки | вул. Кам'янецька, 111                                  | 1967                      | місцеві майстри, архітектор — Л. Є. Улейко                                                            |
| 16      | 1356            | Пам'ятний знак на честь воїнів-односельчан | вул. Кам'янецька, 172                                  | 1967                      | Львівська КСФ                                                                                         |
| 17      | 1324            | Братська могила радянських воїнів | вул. Кам'янецька, 172                                  | 1967                      | Львівська КСФ                                                                                         |
| 18      | 1341            | Пам'ятний знак на честь воїнів-односельчан | вул. Карбишева, 6                                      | 1964                      | Львівська КСФ                                                                                         |
| 19      | 2014            | Могила М. Й. Гавришка | Львівське шосе, 1 кладовище                            | 1977                      | Головінські кар'єри Житомирської області                                                              |
|         |                 | |                                                        |                           | |
| 20      | 2008            | Могила А. М. Дулебо | Львівське шосе, 1 кладовище                            | 1984                      | місцеві майстри                                                                                       |
| 21      | 2009            | Могила І. С. Кіпотя | Львівське шосе, 1 кладовище                            | 1984                      | місцеві майстри                                                                                       |
| 22      | 2007            | Могила М. Г. Невгодовського | Львівське шосе, 1 кладовище                            | 1988                      | місцеві майстри                                                                                       |
| 23      | 2012            | Могила О. Х. Романенка | Львівське шосе, 1 кладовище                            | 1975                      | Головінські кар'єри Житомирської області                                                              |
| 24      | 3               | Братська могила радянських воїнів | пр. Миру, 53/1                                         | 1955                      | Львівська КСФ                                                                                         |
| 25      | 1654            | Монумент Вічної Слави | пр. Миру, 105                                          | 1983                      | скульптор — В. І. Зноба, архітектори: В. М. Громихін, Є. Є. Перехрест                                 |
| 26      | 38              | Пам'ятний знак на честь діяльності підпільного обкому Компартії України                                                                             | майдан Незалежності                                    | 1984                      | автор — М. Б. Хромова                                                                                 |
| 27      | 1652            | Будинок, де відбувся об'єднаний пленум Проскурівської і Гречанської організацій КП(б)У                                                              | вул. Пилипчука, 1                                      | 1897 1978                 | Хмельницькі ХВМ                                                                                       |
| 28      | 15              | Будинок, де розміщувався міський військово-революційний комітет                                                                                     | вул. Правди, 6                                         | 1964                      | Хмельницькі ХВМ                                                                                       |
| 29      | 17              | Будинок, де розміщувався штаб 14-ї армії | вул. Проскурівська, 35                                 | початок XX ст. 1971       | місцеві майстри                                                                                       |
| 30      | 20              | Будинок, де виступали М. І. Калінін і Г. І. Петровський                                                                                             | вул. Проскурівська, 43                                 | 1907 1971                 | місцеві майстри                                                                                       |
| 31      | 18              | Будинок, де розміщувався штаб окремої кавалерійської бригади                                                                                        | вул. Проскурівська, 46                                 | 1880-ті 1967              | місцеві майстри                                                                                       |
| 32      | 16              | Будинок, де розміщувався штаб 1-ї Української Радянської дивізії                                                                                    | вул. Проскурівська, 47                                 | 1903 1967                 | Хмельницькі ХВМ                                                                                       |
| 33      | 2               | Братська могила радянських воїнів | вул. Проскурівська, 60/1                               | 1974                      | Київське ХВО «Художник», архітектор — 34. Архітектор А. Сніцарев, скульптори: М. Грицюк, Ю. Синькевич |
| 34      | 11              | Будинок, де розміщувався міський комітет РСДРП(б), рада робочих і солдатських депутатів                                                             | вул. Проскурівська, 69                                 | 1901 1967                 | Хмельницькі ХВМ                                                                                       |
| 35      | 31              | Будинок, де розміщувався штаб 1-го кінного корпусу Червоного козацтва                                                                               | вул. Проскурівська, 79                                 | 1910-1914 1978            | художник — Судак                                                                                      |
| 36      | 4               | Братська могила радянських воїнів | вул. Профспілкова, 39                                  | 1956                      | Львівська КСФ                                                                                         |
| 37      | 2046            | Будинок, де розміщувався повітовий підпільний штаб повстання проти Директорії                                                                       | пров. Пушкіна, 11                                      | 1907 1967                 | - |
| 38      | 7               | Братська могила жертв фашизму | вул. Сільськогоспо-дарська, 5/1                        | 1967                      | місцеві майстри                                                                                       |
| 39      | 2011            | Могила П. М. Семенюка | вул. Толстого,1 кладовище                              | 1948                      | місцеві майстри                                                                                       |
| 40      | 2010            | Могила М. І. Трембовецької | вул. Толстого, 1 кладовище                             | 1948                      | місцеві майстри                                                                                       |
| 41      | 2005            | Могила М. М. Ченаша | вул. Толстого, 1 кладовище                             | 1954                      | місцеві майстри                                                                                       |
| 42      | 1               | Братська могила жертв петлюрівського погрому | вул. Толстого, 3                                       | 1925                      | місцеві майстри                                                                                       |
| 43      | 21              | Будинок, де виступав Марсель Кашен | вул. Франка, 30                                        | 1893 1967                 | місцеві майстри                                                                                       |
| 44      | 5               | Братська могила радянських воїнів | 1,5 км на південь від траси Хмельницький-Чорний Острів | 1955 заміна               | місцеві майстри                                                                                       |
| 45      | 2013            | Братська могила воїнів Червоної Армії | вул. Чорновола, територія в/ч                          | 1975                      | місцеві майстри                                                                                       |
| 46      | 6               | Братська могила радянських військовополонених | вул. Чорновола, територія в/ч                          | 1953                      | Львівська КСФ                                                                                         |
|         |                 | |                                                        |                           | |

## Виявлені історичні об'єкти
| № п./п. | Найменування                                          | адреса                                        | рік встановлення | автори          |
| ------- | ----------------------------------------------------- | --------------------------------------------- | ---------------- | --------------- |
| 1.      | Могила невідомої зенітниці                            | вул. Південно — окружна                       | 2008             | місцеві майстри |
| 2.      | Могила Л. М. Христюк                                  | вул. Південно — окружна                       | 2008             | місцеві майстри |
| 3.      | Могила воїна — інтернаціоналіста А. В. Гречухіна      | Львівське шосе,1                              | 1982             | місцеві майстри |
| 4.      | Могила воїна — інтернаціоналіста Ю. О. Денисова       | Львівське шосе,1                              | 1982             | місцеві майстри |
| 5.      | Могила воїна — інтернаціоналіста К. І. Кирюхіна       | Львівське шосе,1                              | 1982             | місцеві майстри |
| 6.      | Могила воїна — інтернаціоналіста С. Є. Івлєва         | Львівське шосе,1                              | 1985             | місцеві майстри |
| 7.      | Могила воїна — інтернаціоналіста О. В. Пузирюка       | Львівське шосе,1                              | 1987             | місцеві майстри |
| 8.      | Могила воїна — інтернаціоналіста Ю. В. Тимошека       | Львівське шосе,1                              | 1985             | місцеві майстри |
| 9.      | Могила воїна — інтернаціоналіста В. С. Пилипчука      | Львівське шосе,1                              | 1986             | місцеві майстри |
| 10.     | Могила повного кавалера орденів Слави М. Л. Гізіса    | Львівське шосе,1                              | 1988             | місцеві майстри |
| 11.     | Могила Героя Радянського Союзу С. І. Гончарова        | Львівське шосе,1                              | 1997             | місцеві майстри |
| 12.     | Могила Героя Радянського Союзу І. П. Піявчика         | Львівське шосе,1                              | 2003             | місцеві майстри |
| 13.     | Могила Героя Радянського Союзу М. В. Плюсніна         | Львівське шосе,1                              | 1998             | місцеві майстри |
| 14.     | Могила двічі Героя Соціалістичної праці Г. І. Ткачука | Львівське шосе,1                              | 1990             | місцеві майстри |
| 15.     | Могила Героя Радянського Союзу М. О. Федіна           | Львівське шосе,1                              | 1992             | місцеві майстри |
| 16.     | Могила священика К. Качуровського                     | вул. Толстого,1 (старе православне кладовище) | 2009             | місцеві майстри |
| 17.     | Могила підпільниці О. В. Лісічкіної                   | вул. Толстого,1 (старе православне кладовище) | 2008             | місцеві майстри |
| 18.     | Могила підпільниці С. К. Мальчикової                  | вул. Толстого,1 (старе православне кладовище) | 2009 заміна      | місцеві майстри |